# Stazione meteorologica di Verona Boscomantico
La stazione meteorologica di Verona Boscomantico è la stazione meteorologica di riferimento relativa all'area urbana della città di Verona.

## Coordinate geografiche
La stazione meteorologica, gestita dall'ENAV, si trova nell'area climatica dell'Italia nord-orientale, nel Veneto, nel comune di Verona, a 91 metri s.l.m. e alle coordinate geografiche 45°28′16.76″N 10°55′52.06″E.

## Dati climatologici
In base alla media trentennale di riferimento 1961-1990, la temperatura media del mese più freddo, gennaio, si attesta a +3,2 °C, quella del mese più caldo, luglio, è di +23,7 °C.
Le precipitazioni medie annue, distribuite in modo irregolare con minimi e massimi relativi rispettivamente in inverno ed estate, si aggirano sui 700 mm e sono distribuite mediamente in 81 giorni .
| Verona Boscomantico (1961-1990)                      | Mesi | Mesi | Mesi  | Mesi  | Mesi  | Mesi  | Mesi  | Mesi  | Mesi  | Mesi | Mesi | Mesi | Stagioni | Stagioni | Stagioni | Stagioni | Anno   |
| Verona Boscomantico (1961-1990)                      | Gen  | Feb  | Mar   | Apr   | Mag   | Giu   | Lug   | Ago   | Set   | Ott  | Nov  | Dic  | Inv      | Pri      | Est      | Aut      | Anno   |
| ---------------------------------------------------- | ---- | ---- | ----- | ----- | ----- | ----- | ----- | ----- | ----- | ---- | ---- | ---- | -------- | -------- | -------- | -------- | ------ |
| T. max. media (°C)                                   | 6,4  | 8,8  | 13,1  | 17,4  | 21,6  | 25,9  | 28,7  | 27,9  | 23,9  | 18,0 | 11,4 | 7,1  | 7,4      | 17,4     | 27,5     | 17,8     | 17,5   |
| T. media (°C)                                        | 3,2  | 5,3  | 9,1   | 13,0  | 16,9  | 20,9  | 23,7  | 23,1  | 19,5  | 14,1 | 8,4  | 3,4  | 4,0      | 13,0     | 22,6     | 14,0     | 13,4   |
| T. min. media (°C)                                   | 0,0  | 1,7  | 5,2   | 8,6   | 12,2  | 16,0  | 18,7  | 18,3  | 15,2  | 10,3 | 5,4  | 0,5  | 0,7      | 8,7      | 17,7     | 10,3     | 9,3    |
| Nuvolosità (okta al giorno)                          | 6    | 5    | 5     | 5     | 4     | 4     | 3     | 3     | 4     | 4    | 6    | 5    | 5,3      | 4,7      | 3,3      | 4,7      | 4,5    |
| Precipitazioni (mm)                                  | 46   | 41   | 47    | 52    | 80    | 73    | 68    | 74    | 60    | 68   | 59   | 44   | 131      | 179      | 215      | 187      | 712    |
| Giorni di pioggia                                    | 6    | 5    | 7     | 7     | 10    | 8     | 7     | 6     | 6     | 6    | 7    | 6    | 17       | 24       | 21       | 19       | 81     |
| Radiazione solare globale media (centesimi di MJ/m²) | 560  | 880  | 1 340 | 1 710 | 2 040 | 2 230 | 2 270 | 1 920 | 1 460 | 980  | 590  | 430  | 1 870    | 5 090    | 6 420    | 3 030    | 16 410 |